# STRADA
STRADA (англ. STE20-related kinase adaptor alpha) – білок, який кодується однойменним геном, розташованим у людей на короткому плечі 17-ї хромосоми. Довжина поліпептидного ланцюга білка становить 431 амінокислот, а молекулярна маса — 48 369.
| 10         |  | 20         |  | 30         |  | 40         |  | 50         |
| ---------- |  | ---------- |  | ---------- |  | ---------- |  | ---------- |
| MSFLVSKPER |  | IRRWVSEKFI |  | VEGLRDLELF |  | GEQPPGDTRR |  | KTNDASSESI |
| ASFSKQEVMS |  | SFLPEGGCYE |  | LLTVIGKGFE |  | DLMTVNLARY |  | KPTGEYVTVR |
| RINLEACSNE |  | MVTFLQGELH |  | VSKLFNHPNI |  | VPYRATFIAD |  | NELWVVTSFM |
| AYGSAKDLIC |  | THFMDGMNEL |  | AIAYILQGVL |  | KALDYIHHMG |  | YVHRSVKASH |
| ILISVDGKVY |  | LSGLRSNLSM |  | ISHGQRQRVV |  | HDFPKYSVKV |  | LPWLSPEVLQ |
| QNLQGYDAKS |  | DIYSVGITAC |  | ELANGHVPFK |  | DMPATQMLLE |  | KLNGTVPCLL |
| DTSTIPAEEL |  | TMSPSRSVAN |  | SGLSDSLTTS |  | TPRPSNGDSP |  | SHPYHRTFSP |
| HFHHFVEQCL |  | QRNPDARPSA |  | STLLNHSFFK |  | QIKRRASEAL |  | PELLRPVTPI |
| TNFEGSQSQD |  | HSGIFGLVTN |  | LEELEVDDWE |  | F          |  |            |

A: Аланін

C: Цистеїн

D: Аспарагінова кислота

E: Глутамінова кислота

F: Фенілаланін

G: Гліцин

H: Гістидин

I: Ізолейцин

K: Лізин

L: Лейцин

M: Метіонін

N: Аспарагін

P: Пролін

Q: Глутамін

R: Аргінін

S: Серин

T: Треонін

V: Валін

W: Триптофан

Кодований геном білок за функцією належить до фосфопротеїнів. 
Задіяний у таких біологічних процесах, як клітинний цикл, альтернативний сплайсинг. 
Білок має сайт для зв'язування з АТФ, нуклеотидами. 
Локалізований у цитоплазмі, ядрі.